# Mofaz Racing
Mofaz Racing – malezyjski zespół wyścigowy, założony w 2009 roku przez malezyjskiego konglomerata Mofaz Group. ekipa startowała w Formule Renault 3.5, JK Racing Asia Series oraz Formule BMW Pacific.

## Historia
W 2009 roku Mofaz Group nawiązała współpracę z brytyjską stajnią Fortec Motorsport, która w sezonie 2009 Formuły Renault 3.5 startowała jako Mofaz Fortec Motorsport. Jednak już pod koniec roku powstał zespół Mofaz Racing, który został włączony do stawki na sezon 2010. Od razu zespół rozpoczął również starty w Formule BMW Pacific. 
W 2010 roku zespół nawiązał współpracę z ekipą startującą w Formule 1 Lotus Racing, stąd nazwa zespołu w sezonie 2010: Junior Lotus Racing. Ekipa ta z dorobkiem 53 punktów uplasowała się na 9 pozycji w klasyfikacji. Mimo że w sezonie 2011 Chris van der Drift oraz Fairuz Fauzy, ekipa nie była w stanie poprawić swojej lokaty z poprzedniego sezonu.

## Starty

### Formuła Renault 3.5
W 2010 roku po zawarciu współpracy z ekipą Formuły 1 Lotus Racing Mofaz startował jako Junior Lotus Racing
| Rok  | Bolid           | Kierowcy            | Wyścigi | Wygrane | PP | NO | Pkt | M.K. | M.Z. |
| ---- | --------------- | ------------------- | ------- | ------- | -- | -- | --- | ---- | ---- |
| 2010 | Dallara-Renault | Daniił Mowe         | 15      | 0       | 0  | 0  | 9   | 21   | 9    |
| 2010 | Dallara-Renault | Dean Stoneman       | 2       | 0       | 0  | 0  | 0   | 26   | 9    |
| 2010 | Dallara-Renault | Nelson Panciatici   | 17      | 0       | 0  | 0  | 44  | 12   | 9    |
| 2011 | Dallara-Renault | Chris van der Drift | 7       | 0       | 0  | 0  | 43  | 12   | 9    |
| 2011 | Dallara-Renault | Fairuz Fauzy        | 10      | 0       | 0  | 0  | 15  | 22   | 9    |
| 2011 | Dallara-Renault | Jake Rosenzweig     | 17      | 0       | 0  | 1  | 33  | 15   | 9    |